# Aileen Hernandez
Aileen Clarke Hernandez (23 de maio de 1926 – 13 de fevereiro de 2017) foi uma sindicalista e ativista dos direitos civis e direitos das mulheres dos Estados Unidos. Serviu como o presidenta da Organização Nacional de Mulheres (NOW), entre 1970 e 1971. Nascida em 1926, Hernandez frequentou a Universidade Howard. 

## Início da vida e educação
Hernandez nasceu Aileen Blanche Clarke em 23 de maio de 1926, no Brooklyn, Nova York. Era a filha de imigrantes jamaicanos, Charles Henry Clarke, Sr. e Ethel Louise Hall. Como os únicos afro-americanos em seu quarteirão, eles sofreram preconceito racial de seus vizinhos, algo que Hernandez, mais tarde, citaria como um motivo para o seu interesse em ativismo político. Hernandez estudou na Bay Ridge High School, no Brooklyn e, mais tarde, recebeu uma bolsa de estudos para frequentar a Universidade Howard. Là, ela se formou em sociologia e ciência política e integrou o capítulo local da Associação Nacional para o Avanço das Pessoas de Cor (NAACP).

## Ativismo
Hernandez ajudou a fundar e foi presidenta da Organização Nacional de Mulheres (NOW). Um de seus objetivos era mudar a imagem da organização, vista como elitista. Na primavera de 1970, ela testemunhou na frente de um subcomitê de congresso sobre a Emenda de Direitos Iguais.

## Falecimento
Hernandez morreu em 13 de fevereiro de 2017, com a idade de 90 devido a complicações relacionadas à demência.

## Honras
- Em 1989, o capítulo da Califórnia do  Norte da ACLU deu a Hernandez o prêmio dos direitos civis por "décadas de trabalho pela igualdade e a justiça."[5]
- Em 2005, Hernandez foi indicada para o Prêmio Nobel da Paz , juntamente com cerca de 1.000 mulheres de 150 nações.[6]